# Myotis nattereri
Espèce
Statut de conservation UICN

 LC  : Préoccupation mineure
Répartition géographique
- Habitat permanent de Myotis nattereri s.l. (voir M. crypticus, M. escalerai et M. zenatius)

Le Murin de Natterer (Myotis nattereri), anciennement appelé Vespertilion de Natterer, est une chauve-souris du genre Myotis, autochtone d’Europe.

## Description
Chauve-souris de taille moyenne, au pelage long et touffu, nettement contrasté entre sa partie dorsale, gris-bun et le ventre, blanc pur. Les oreilles sont caractéristiques, longues et relevées à leur extrémité. Le tragus long et effilé dépasse la moitié de la longueur de l'oreille. Des poils courbes et raides bordent l'uropatagium. On peut le confondre avec le Murin de Bechstein dont les oreilles sont plus allongées et l'uropatagium ne présente pas de soies.
- Longueur tête-corps : 4.1 - 5 cm
- Longueur de la queue : 3.8 - 4.7 cm
- Longueur de l'avant-bras : 3.4 - 4.4 cm
- Envergure : 24.5 - 30 cm
- Poids : 5 - 12 g
- Dentition : 38 dents (10 incisives, 4 canines, 12 prémolaires, 12 molaires)
- Echolocation : 43 kHz
- Longévité : jusqu'à 25.5 ans

## Répartition
Presque toute l'Europe. Au Nord, jusqu'au 60° degré de latitude environ.

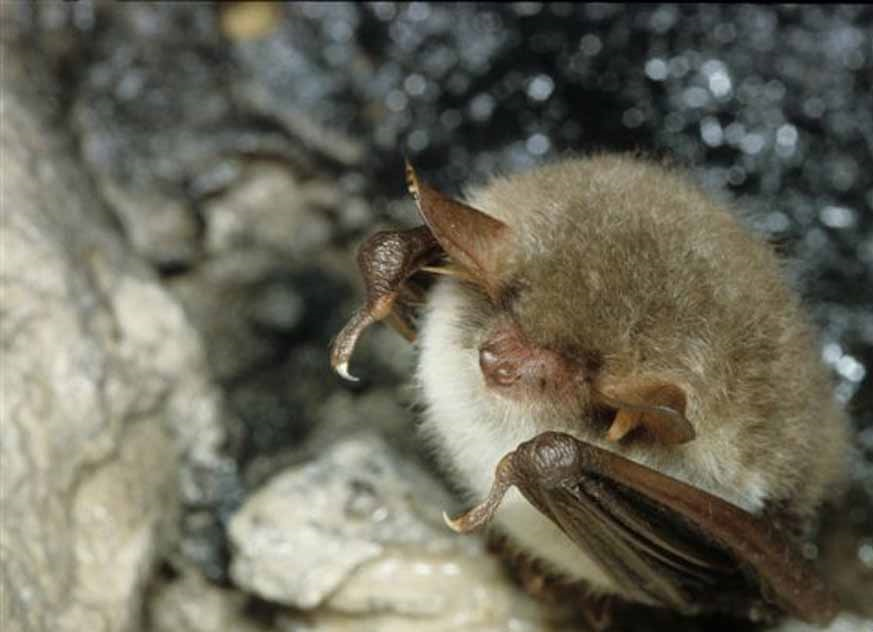
Murin de Natterer

## Mœurs et habitat
Espèce adaptable, elle est présente aussi bien dans les massifs forestiers, les milieux agricoles extensifs ou l'habitat humain. Chauves-souris forestière vivant dans les forêts et les parcs comportant des points d'eau et des zones humides, dans des endroits faiblement peuplés. Elle devient active entre une demi-heure et une heure après le coucher du soleil, à proximité de son gîte, et chasse préférentiellement dans les massifs anciens de feuillus, le long des allées et des lisières, mais aussi dans des prairies bordées de haies, les ripisylves, les vergers, les parcs, les jardins ou encore dans des granges ou stabulations. Colonies de reproduction dans les cavités d'arbre, les nichoirs à chauves-souris, les fissures et les bâtiments. Espèce glaneuse, elle capture ses proies posées, au décollage ou au ras de la végétation. Quartiers d'hiver dans des galeries, des grottes et des caves (généralement entassés dans des fissures étroites). Elle est opportuniste et consomme un très large spectre de proies, avec une préférence pour les araignées et les diptères. Le Murin de Natterer ne va chasser qu'une fois la nuit tombée. En hibernation, elle est plus souvent observée en solitaire et affectionne essentiellement les cavités au températures basses : grottes, mines, caves, glacières, tunnels, ponts hors gel, aqueducs. Il récolte volontiers des proies (araignées, mouches diurnes, papillons de jour, coléoptères) sur différents substrats. À partir de mars, les nurseries se constituent de 10 à 40 femelles, très rarement plus 100, et se localisent principalement dans des constructions, entre des linteaux, en entrée de grange, entre deux pierres disjointes d'un pont, ou dans des cavités d'arbres. Des colonies de reproduction ont été récemment dans des étables où les animaux capturent directement les mouches présentes ! Les mises-bas ont lieu à partir de fin mai jusqu'à mi-juillet et les premiers vols se font vers 20 jours. Les accouplements ont lieu lors d'essaimages automnaux jusqu'à la mi-novembre et perdurent jusqu'au cœur de l'hiver. L'espèce n'est pas considérée comme migratrice. Les mâles semblent se disperser davantage que les femelles et les adultes sont plus fidèles au gîte que les juvéniles. La femelle la plus âgée connue en Europe atteint 21.5 ans.

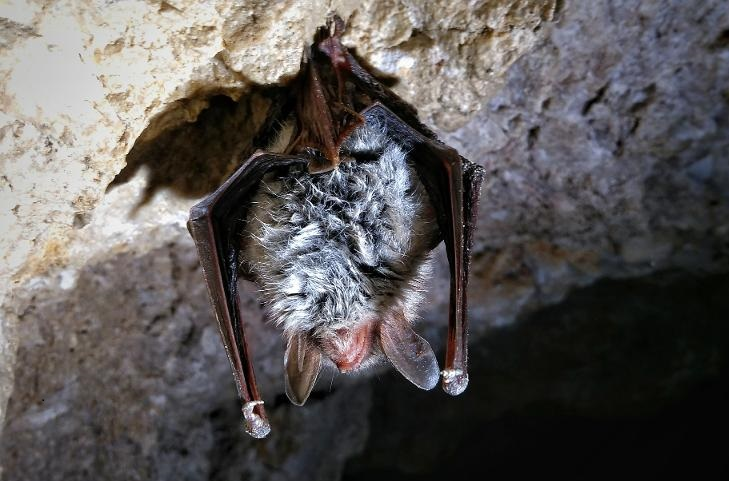
Myotis nattereri

## Menaces et protection
Les principales menaces pour l’espèce sont la disparition des haies et des prairies de fauche, le trafic routier, la fermeture des cavités, les chats domestiques mais aussi la gestion sylvicole. 
Le Murin de Natterer est protégé au niveau international par la Convention de Berne (annexe II) relative à la conservation de la vie sauvage et du milieu naturel de l'Europe et par la Convention de Bonn (annexe II) sur la conservation des espèces migratrices appartenant à la faune sauvage. Elle est également protégée par la Directive européenne dite Directive Habitats-Faune-Flore concernant la conservation des habitats naturels ainsi que de la faune et de la flore sauvages, annexe IV relative aux espèces animales et végétales présentant un intérêt communautaire et nécessitant une protection stricte. 
Au niveau national, l'espèce est protégée par l'Arrêté du 23 avril 2007 fixant la liste des mammifères terrestres protégés sur l'ensemble du territoire et les modalités de leur protection.